# Niezależne Zrzeszenie Studentów
Niezależne Zrzeszenie Studentów (NZS) – stowarzyszenie studentów powstałe 22 września 1980 w wyniku wydarzeń i strajków robotniczych z sierpnia 1980, będących sprzeciwem społeczeństwa wobec ówczesnego reżimu politycznego w Polsce.

## Historia

### Początki
Nazwa Niezależne Zrzeszenie Studentów została ustalona na spotkaniu 60 grup założycielskich z uczelni w całej Polsce, które spotkały się w dniach 18–19 października 1980 na Politechnice Warszawskiej. Wybrano tę nazwę w demokratycznym głosowaniu. Odpadły propozycje: Solidarność Zrzeszenia Studentów Polskich i Niezależne Zrzeszenie Studentów Polskich. Ustalono również, że Warszawa będzie siedzibą NZS, przyjęto statut i wybrano Ogólnopolski Komitet Założycielski w składzie m.in.: Mirosław Augustyn, Piotr Bikont, Wojciech Bogaczyk, Stefan Cieśla, Jacek Czaputowicz, Teodor Klincewicz, Barbara Kozłowska, Maciej Kuroń, Krzysztof Osiński, Leszek Przysiężny, Marek Sadowski.
NZS w roku 1980 było w pewnym sensie studenckim odpowiednikiem „Solidarności” i skupiało młodych ludzi chcących niezależnej od władz państwowych organizacji studenckiej, a ponadto demokratyzacji życia akademickiego, przestrzegania podstawowych swobód politycznych w kraju oraz praw człowieka, szanowania polskich tradycji niepodległościowych i patriotycznych.
Przez długi czas władze PRL zwlekały z rejestracją NZS-u.
Dopiero w wyniku strajków studenckich, szczególnie w Łodzi, gdzie podpisano tzw. Porozumienie Łódzkie po najdłuższym w Europie studenckim strajku okupacyjnym, ówczesny rząd komunistyczny zgodził się na rejestrację Zrzeszenia, która nastąpiła 17 lutego 1981. Pierwszym szefem NZS-u został Jarosław Guzy.
Organizacja, obok działań typowo prostudenckich, związanych między innymi z postulatami reformy szkolnictwa wyższego, zajmowała się także wspieraniem działań „Solidarności” w wymiarze politycznym.

### 1982–1987
Po wprowadzeniu stanu wojennego NZS zostało zdelegalizowane, a wielu jego działaczy aresztowanych. W kilku ośrodkach akademickich NZS prowadziło jednak działalność podziemną. W drugiej połowie lat osiemdziesiątych XX wieku NZS nawiązało współpracę ze swoim młodzieżowym odpowiednikiem, Federacją Młodzieży Walczącej. Powstała w 1984 w Warszawie FMW zrzeszała przede wszystkim młodzież szkół średnich, młodych robotników i studentów.
Działacze NZS podjęli także działania w obronie praw studentów i całych uczelni, na forum samorządów studenckich. W maju 1982 została przegłosowana przez Sejm PRL nowa ustawa o szkolnictwie wyższym, która nie dawała prawa do strajku, ale dawała prawo do wyboru m.in. rektorów i dziekanów uczelni, co zostało wykorzystane przez środowiska opozycyjne na wielu uczelniach.

### Odrodzenie NZS 1988–1989
Rzeczywiste odrodzenie NZS nastąpiło w maju 1988 roku, kiedy to na fali protestów robotniczych odbyły się pierwsze, bardziej masowe – solidarnościowe działania studentów. Ich przejawem, oprócz szeregu wieców, strajków i innych wystąpień, było zorganizowanie Zjazdu NZS, który odbył się w Gdańsku, w Kościele Św. Bartłomieja, gromadząc przedstawicieli NZS wszystkich najważniejszych ośrodków akademickich. Powstały wówczas struktury NZS, Zarząd Zrzeszenia wraz z Prezydium. Stopniowo, w całym kraju konstytuowały się tzw. Komitety Rejestracyjne NZS, tworzone były uczelniane i wydziałowe komisje (co istotne, oficjalnie podawane były już personalia członków tych gremiów), a studenci masowo podpisywali deklaracje członkowskie. W tym okresie, oprócz budowania struktur, NZS angażował się w tworzenie (czy raczej zmieniał oblicze) Samorządów Studenckich (poprzez coraz bardziej otwarte działania), a także prowadził działania nie tyle polityczne, co scalające środowiska studenckie w różnych aspektach (np. wspólne spotkania opłatkowe, wydarzenia kulturalne, happeningi itp.). W celu zarejestrowania Zrzeszenia powołano Komitet Rejestracyjny. Gremium to zostało w całości zatrzymane przez SB na 48 godzin podczas próby podpisania dokumentów rejestracyjnych w jednym z warszawskich mieszkań (ok. 23 osoby). O rejestracji NZS miał zadecydować powołany przez Biuro Polityczne KC PZPR specjalny zespół w składzie: Marian Orzechowski, Leszek Miller, Aleksander Kwaśniewski oraz przewodniczący socjalistycznych związków młodzieży i przedstawiciele MEN. Zespół próbował wykorzystać sprawę rejestracji NZS do wewnętrznego skłócenia i osłabienia Zrzeszenia. W tym celu proponował oddzielną rejestrację poszczególnych organizacji uczelnianych NZS o zróżnicowanych statutach. Kierownictwo NZS trafnie rozpoznało jednak zamierzenia władz komunistycznych i wytrwało przy postulacie rejestracji NZS jako jednolitej organizacji w skali kraju.
Podczas obrad Okrągłego Stołu ustalono kształt nowego prawa o stowarzyszeniach, które nie przewidywało wbrew oczekiwaniom NZS prawa do strajku. Tymczasem stowarzyszenie takie prawo zapisało w swoim statucie. W konsekwencji odmówiono mu rejestracji. W maju 1989 Komisja Krajowa NZS podjęła w związku z tym decyzję o rozpoczęciu akcji strajkowej na polskich uczelniach. Poszerzona o przedstawicieli strajkujących uczelni przekształciła się w Ogólnopolski Komitet Strajkowy w składzie: Tomasz Ziemiński, Mariusz Kamiński, Przemysław Gosiewski, P. Nycz, W. Kiliński, Sławomir Skrzypek, R. Kosiorek, Grzegorz Schetyna, B. Pichur, Artur Olszewski, Igor Wójcik, P. Janiszewski, A. Jasionowski, K. Zemler, R. Bitner, A. Szczepkowski i P. Swaczyna. Większość uczelni zorganizowało strajki okupacyjne.

### Po roku 1989
22 września 1989 roku NZS został ponownie zalegalizowany przez Sąd Najwyższy w Warszawie. Stopniowo zmieniał też profil swojej działalności, zdecydowanie ograniczając inicjatywy polityczne na rzecz reprezentowania interesów studentów oraz realizowania przedsięwzięć kulturalno-rozrywkowych, stając się tym samym organizacją o typowo studenckim charakterze. Nawiązując do swoich historycznych korzeni, NZS angażowało się w poparcie demokratycznych przemian podczas pomarańczowej rewolucji na Ukrainie, współpracuje także z opozycyjnymi wobec reżimu Alaksandra Łukaszenki organizacjami białoruskimi.
Przez NZS w ciągu ponad 30 lat jego działalności przewinęło się ponad 190 tysięcy osób. Dziś bardzo wielu z nich to osoby z pierwszych stron gazet: politycy, dziennikarze, ludzie biznesu i kultury.
Obecnie NZS realizuje szereg projektów ogólnopolskich, w tym akcje zbiórki krwi Wampiriada, program edukacyjny Drogowskazy Kariery, konkurs Studencki Nobel, Konkurs Konstrukcji Studenckich KOKOS, inicjatywę Studenci dla Zdrowia, Ogólnopolski Konkurs Fotografii Studenckiej OKFS (Pstrykaliada) oraz szereg akcji regionalnych.

## Przewodniczący NZS
- 1981–1982: Jarosław Guzy (Uniwersytet Jagielloński) (od I Zjazdu NZS w kwietniu 1981 do delegalizacji NZS w styczniu 1982 w wyniku wprowadzenia stanu wojennego)[1]
- 1982–1987: KKK NZS nie istniała[1]
- XI 1987 – I 1988 Wojciech Bogaczyk (Katolicki Uniwersytet Lubelski) (po odbudowie KKK w podziemiu)[1]
- 1989–1990 (kwiecień): Artur Olszewski (Politechnika Wrocławska) (od czasu ponownej legalizacji NZS)[1]
- 1990–1991: Paweł Piskorski (Uniwersytet Warszawski)[1]
- 1991–1992: Filip Kaczmarek (Uniwersytet im. Adama Mickiewicza w Poznaniu)[1]
- 1992–1993: Krzysztof Lisek (Akademia Medyczna w Gdańsku)[1]
- 1993–1994: Miłosz Bieniecki (Śląska Akademia Medyczna)[1]
- 1994–1995: Witold Repetowicz (Uniwersytet Jagielloński w Krakowie)[1]
- 1995–1996: Robert Macierzyński (Uniwersytet Opolski)[1]
- 1996–1998: Adam Bielan (Szkoła Główna Handlowa w Warszawie)[1]
- 1998–1999: Jacek Zieliński (Wyższa Szkoła Pedagogiczna w Krakowie)[1]
- 1999–2001: Piotr Sulima (Uniwersytet Warszawski)[1]
- 2001–2003: Mariusz Wiśniewski (Uniwersytet im. Adama Mickiewicza w Poznaniu)[1]
- 2003–2004: Paweł Szczeszek (Politechnika Częstochowska)[1]
- 2004–2005: Bartłomiej Bagrincew (Akademia Ekonomiczna im. Karola Adamieckiego w Katowicach)[1]
- 2005–2006: Marek Czerniak (Uniwersytet im. Adama Mickiewicza w Poznaniu)[1]
- 2006–2008: Marcin Leoszko (Uniwersytet w Białymstoku)[1]
- 2008–2010: Piotr Wiaderny (Uniwersytet Technologiczno-Przyrodniczy im. Jana i Jędrzeja Śniadeckich w Bydgoszczy)[1]
- 2010–2011: Jakub Michalis (Politechnika Warszawska)[1]
- 2011–2013: Izabela Jędrecka (Uniwersytet im. Adama Mickiewicza w Poznaniu)[1]
- 2013–2014: Dagmara Koguc (Szkoła Główna Handlowa w Warszawie)[1]
- 2014–2015: Katarzyna Widziszowska (Uniwersytet Wrocławski)[1]
- 2015–2017: Michał Moskal (Uniwersytet Warszawski)[1]
- 2017–2018: Maria Cholewińska (Akademia Górniczo-Hutnicza im. Stanisława Staszica w Krakowie)[1]
- 2018–2020: Patrycja Serafin (Uniwersytet Gdański)[1]
- 2020–2021: Krzysztof Białas (Uniwersytet Rzeszowski)[1]
- 2021–2022: Alicja Książek (Uniwersytet Ekonomiczny we Wrocławiu)[1]
- 2022–2023: Karolina Grzesiak (Uniwersytet Warszawski)[1]
- 2023-2024: Natalia Stachura (Uniwersytet Komisji Edukacji Narodowej w Krakowie)[4]
- 2024-2025: Martyna Klasa (Uniwersytet Gdański)[4]
- Od 2025: Oskar Śliwka (Szkoła Główna Handlowa w Warszawie)[4]

## Organizacje uczelniane
NZS posiada kilkadziesiąt Organizacji Uczelnianych na uczelniach w całej Polsce. Są one autonomiczne i w wielu przypadkach organizują także własne projekty. Aktualnie funkcjonuje 25 zarejestrowanych Organizacji Uczelnianych:
- Niezależne Zrzeszenie Studentów Szkoły Głównej Handlowej w Warszawie
- Niezależne Zrzeszenie Studentów Uniwersytetu Warszawskiego
- Niezależne Zrzeszenie Studentów Uniwersytetu Ekonomicznego w Katowicach
- Niezależne Zrzeszenie Studentów Uniwersytetu Marii Curie-Skłodowskiej w Lublinie
- Niezależne Zrzeszenie Studentów Uniwersytetu Komisji Edukacji Narodowej w Krakowie
- Niezależne Zrzeszenie Studentów Uniwersytetu Kardynała Stefana Wyszyńskiego w Warszawie
- Niezależne Zrzeszenie Studentów Uniwersytetu w Białymstoku
- Niezależne Zrzeszenie Studentów Uniwersytetu Wrocławskiego
- Niezależne Zrzeszenie Studentów Uniwersytetu Ekonomicznego we Wrocławiu
- Niezależne Zrzeszenie Studentów Politechniki Wrocławskiej
- Niezależne Zrzeszenie Studentów Politechniki Bydgoskiej im. Jana i Jędrzeja Śniadeckich
- Niezależne Zrzeszenie Studentów Politechniki Łódzkiej
- Niezależne Zrzeszenie Studentów Uniwersytetu Śląskiego
- Niezależne Zrzeszenie Studentów Politechniki Krakowskiej
- Niezależne Zrzeszenie Studentów Uniwersytetu Jagiellońskiego
- Niezależne Zrzeszenie Studentów Akademii Górniczo-Hutniczej w Krakowie
- Niezależne Zrzeszenie Studentów Uniwersytetu Ekonomicznego w Krakowie
- Niezależne Zrzeszenie Studentów Politechniki Warszawskiej
- Niezależne Zrzeszenie Studentów Uniwersytetu Rzeszowskiego
- Niezależne Zrzeszenie Studentów Uniwersytetu Gdańskiego
- Niezależne Zrzeszenie Studentów Politechniki Gdańskiej
- Niezależne Zrzeszenie Studentów Uniwersytetu im. Adama Mickiewicza w Poznaniu
- Niezależne Zrzeszenie Studentów Uniwersytetu Przyrodniczego w Poznaniu
- Niezależne Zrzeszenie Studentów Politechniki Poznańskiej
- Niezależne Zrzeszenie Studentów Uniwersytetu Ekonomicznego w Poznaniu

## Upamiętnienie
16 marca 2011 roku Narodowy Bank Polski wprowadził do obiegu monety upamiętniające 30. rocznicę powstania NZS, o nominałach:
- 10 zł, wykonaną stemplem lustrzanym w srebrze,
- 2 zł, wykonaną stemplem zwykłym ze stopu Nordic Gold.

W 2014 obiektowi miejskiemu zlokalizowanemu pomiędzy skwerem Herberta Clarka Hoovera a skwerem Adama Mickiewicza w dzielnicy Śródmieście w Warszawie nadano nazwę pasaż Niezależnego Zrzeszenia Studentów.